# Michael Grüttner
Michael Grüttner (* 10. února 1953, Baden-Baden) je německý historik. Od roku 2003 je profesorem novodobých dějin na Technické univerzitě Berlín.

## Životopis
Grüttner promoval v roce 1983 v Hamburku na Dr. phil. V roce 1994 habilitoval na TU Berlín. V období 1998 až 2002 působil jako hostující profesor na Kalifornské univerzitě v Berkeley.
Grüttnerův se zabývá sociálními dějinami 19. a 20. století, univerzitními dějinami, nacionalismem a historií Španělska.Mezi jeho vydané publikace patří Biographische Lexikon zur nationalsozialistischen Wissenschaftspolitik z roku 2004. V tomto prosopografickém díle vytvořil 570 krátkých životopisů polykratů z období 1933 až 1945.

## Dílo (výběr)
- Soziale Hygiene und Soziale Kontrolle. Die Sanierung der Hamburger Gängeviertel 1892–1936. v: Arno Herzig, Dieter Langewiesche, Arnold Sywottek: Arbeiter in Hamburg. Unterschichten, Arbeiter und Arbeiterbewegung seit dem ausgehenden 18. Jahrhundert. Verlag Erziehung und Wissenschaft, Hamburg 1983, S. 359–371 ISBN 3-810-30807-2
- Die Hütten der Armut und des Lasters. v: Volker Plagemann: Industriekultur in Hamburg. Des Deutschen Reiches Tor zur Welt. Verlag C. H. Beck, Mnichov 1984, S. 224–243, ISBN 978-3-406-09675-4
- Arbeitswelt an der Wasserkante. Sozialgeschichte der Hamburger Hafenarbeiter 1886–1914. Vandenhoeck & Ruprecht, Göttingen 1984 ISBN 978-3-525-35722-4
- Studenten im Dritten Reich. Geschichte der deutschen Studentenschaften 1933–1945. Verlag Ferdinand Schöningh, Paderborn 1995, ISBN 3-506-77492-1
- Geschichte und Emanzipation. Festschrift für Reinhard Rürup. Campus-Verlag, Frankfurt am Main 1999, ISBN 3-593-36202-3
- Zwischen Autonomie und Anpassung. Universitäten in den Diktaturen des 20. Jahrhunderts. Verlag Ferdinand Schöningh, Paderborn 2003, ISBN 978-3-506-71941-6
- Biographisches Lexikon zur nationalsozialistischen Wissenschaftspolitik. Synchron Wissenschaftsverlag der Autoren, Heidelberg 2004, ISBN 3-935025-68-8
- Die Vertreibung von Wissenschaftlern aus den deutschen Universitäten 1933–1945. v: Vierteljahrshefte für Zeitgeschichte. 55 (2007), sešit 1, S. 123–186 (spoluautor Sven Kinas)
- Gebrochene Wissenschaftskulturen. Universität und Politik im 20. Jahrhundert. Vandenhoeck & Ruprecht, Göttingen 2010, ISBN 978-3-525-35899-3 (spoluautor Rüdiger Hachtmann, Konrad H. Jarausch, Jürgen John)
- Geschichte der Universität Unter den Linden 1918-1945: Biographie einer Institution. Band 2: 1918-1945. Oldenbourg Akademie Verlag, Berlín 2012, ISBN 978-3-050-04667-9 (spoluautoři Christoph Jahr a Sven Kinas)